# Sigurd Frosterus
Sigurd Frosterus (né le 4 juin 1876 à Asikkala – décédé le 2 mars 1956 à Helsinki) est un  architecte finlandais.

## Biographie
Frosterus reçoit son diplôme d'architecte de l'université technologique d'Helsinki en 1902.

## Constructions majeures de Frosterus
- 1904, Tamminiemi, Helsinki avec Gustaf Strengell
- 1910, Immeuble Bost au 7 Rue Töölönkatu, Etu-Töölö, Helsinki
- 1913, Villa Frosterus, Soukka, Espoo
- 1919, Pont ferroviaire de Pahakoski, Kokemäki (avec Ole Gripenberg, 1919)
- 1921, Centrale hydroélectrique d'Äetsä (fi)
- 1929, Comptoir principal de la banque Merita (anciennement PYP), Helsinki
- 1930, Grand magasin Stockmann au centre d'Helsinki,
- 1930, Manoir de Vanaja, Hämeenlinna
- 1947, Centrale hydroélectrique d'Isohaara, Kemi

## Prix et récompenses
- Prix Tollander, 1936

## Galerie

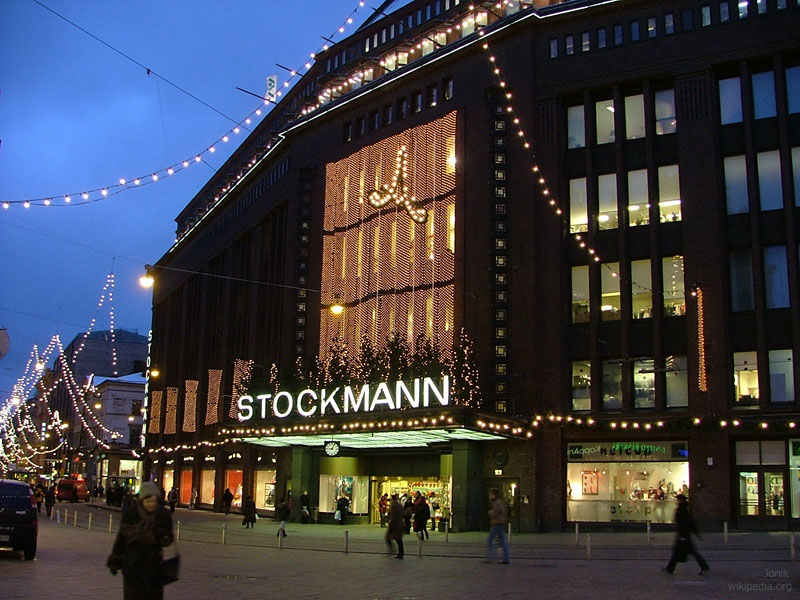
Le Grand magasin Stockmann
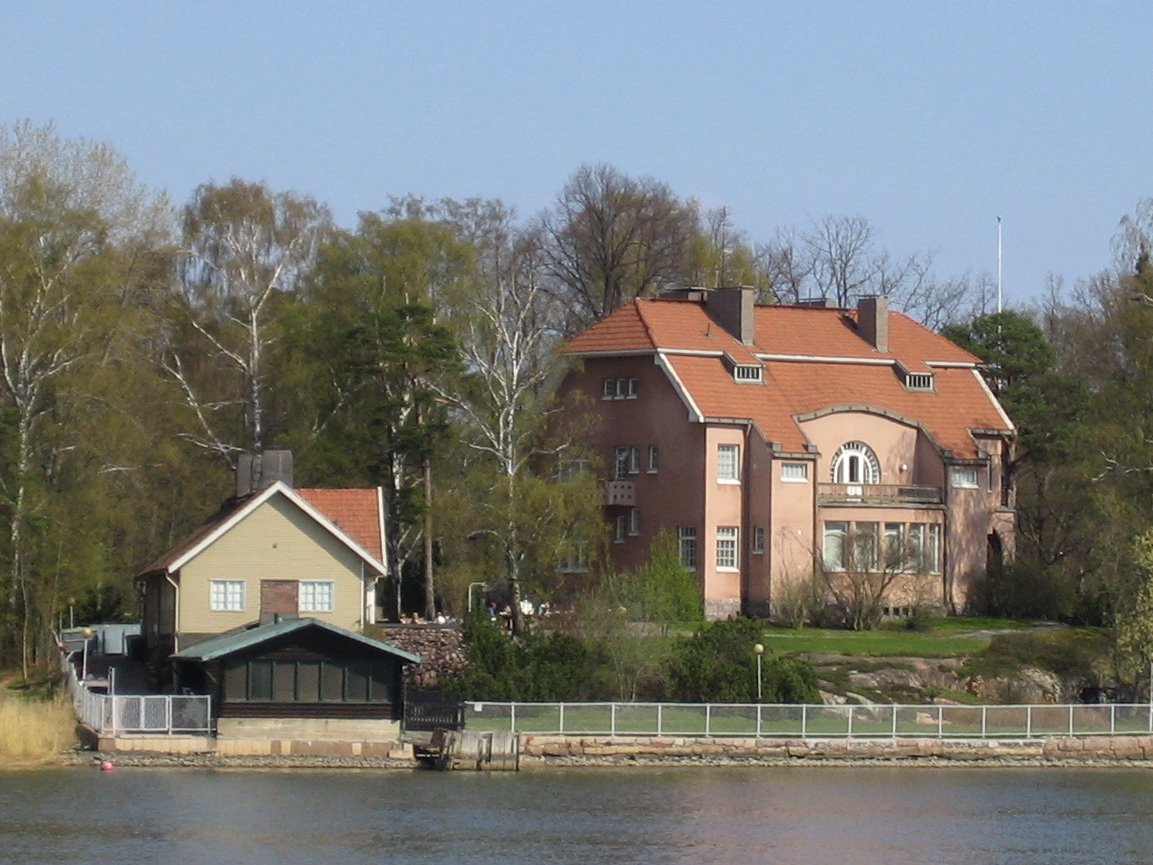
Tamminiemi
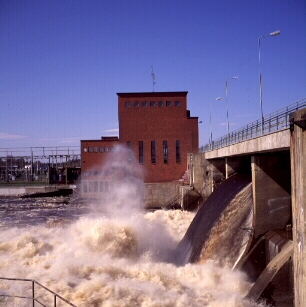
Centrale hydroélectrique d'Isohaara
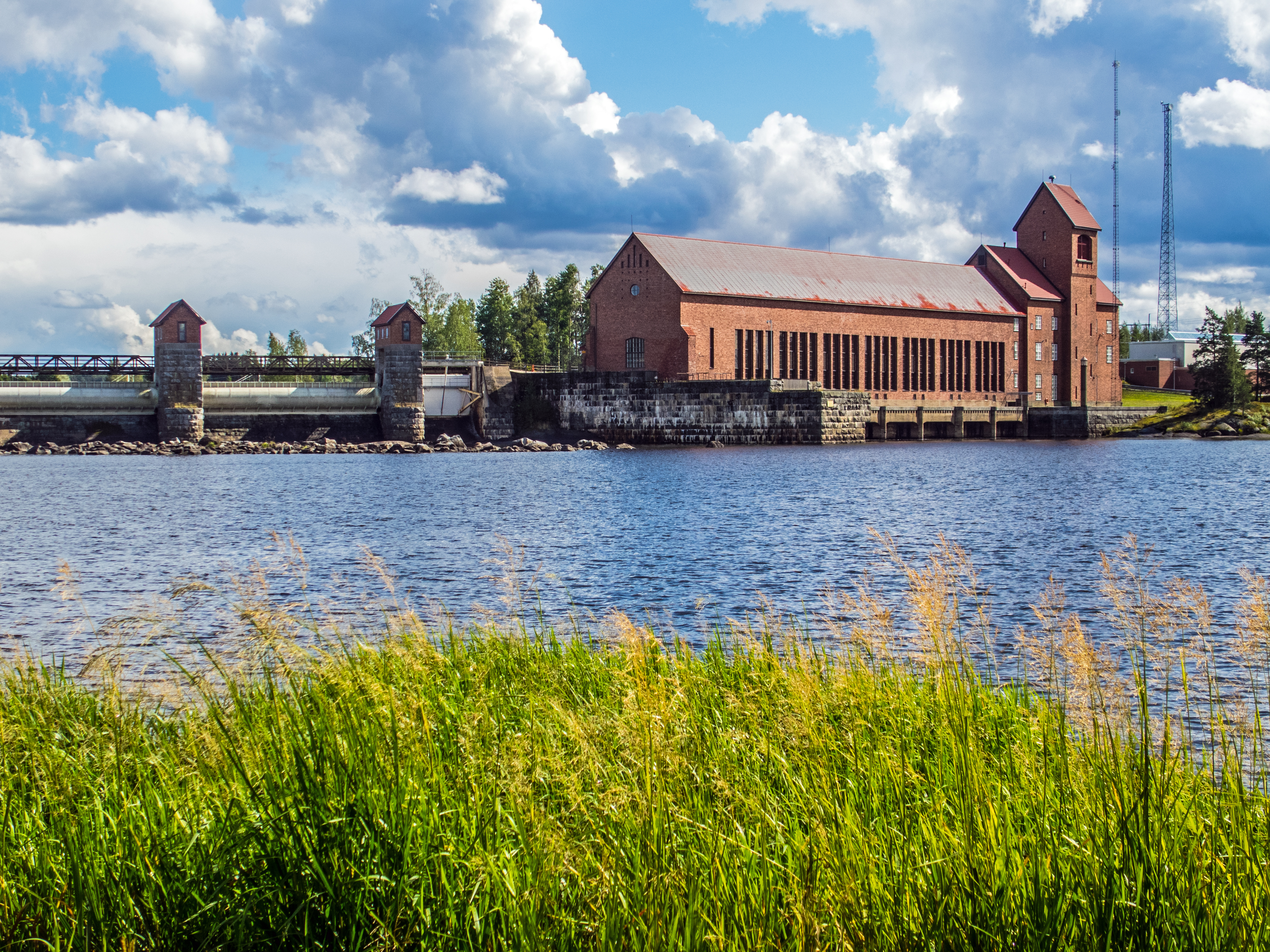
Centrale hydroélectrique d'Äetsä (fi)

.